# Alias: Original Television Soundtrack
Alias: Original Television Soundtrack, composta da Michael Giacchino, è la colonna sonora dell'omonima serie televisiva Alias.

## Prima stagione
La colonna sonora della prima stagione è disponibile dal 18 novembre del 2003, sotto l'etichetta discografica Varèse Sarabande.

### Tracce
1. Main Title
2. Dissolved
3. Red Hair is Better
4. Spanish Heist
5. Double Life
6. Tunisia
7. In the Garden
8. Looking for a Man
9. Anna Shows Up
10. Home Movies
11. On to Paris
12. Page 47
13. The Prophecy
14. Badenweiler
15. Arvin at the Poles
16. Sleeping Beauty
17. Blow'd Up
18. It's Not the CIA
19. Oh My God!!!
20. The Tooth Doctor
21. It Was Anna
22. Wet Suits
23. Ball Buster
24. The End?
25. Bristow & Bristow
26. SD-6 Dance Party (Bonus Track)

## Seconda stagione
La colonna sonora della seconda stagione, invece, fu pubblicata il 16 novembre 2004, sempre dalla Varèse Sarabande.

### Tracce
1. Main Title - 0' 28"
2. On the Train - 3' 01"
3. Mother of a Mother - 1' 40"
4. Rabat - 2' 24"
5. Over the Edge - 3' 06"
6. Emily's Eulogy - 3' 08"
7. Fond Memories - 2' 18"
8. Post A-Mortem - 1' 35"
9. Syd's Best Alias Yet - 3' 46"
10. Going Down? - 0' 53"
11. Sydney Implores Dixon - 2' 42"
12. Aftermath Class - 4' 16"
13. Sarkavator - 0' 35"
14. I'm So Promoted - 2' 28"
15. I'm So Screwed - 2' 46"
16. I'm So Demoted - 1' 41"
17. Inferno - 2' 35"
18. Do I Have To Do Another Eulogy? - 6' 18"
19. Something Fishy - 2' 38"
20. Sloane's Revelation - 2' 50"
21. Hitting the Fan - 4' 22"
22. Balboa and Clubber - 1' 12"
23. Almost Two Years - 4' 58"